# Курышов, Анатолий Николаевич
Анатолий Николаевич Курышов (род. в 1931 г., дер. Тюхменево Пензенской области, РСФСР, СССР)— участник Великой Отечественной войны 1941 – 1945 годов, малолетний герой обороны Дома Павлова в период Сталинградской битвы.

## Биография
Анатолий Курышов родился в дер. Тюхменево Пензенской области в крестьянской семье. Мать работала дояркой в колхозной ферме.

### В Сталинград на каникулы
Летом 1942 года пятиклассника Толика мать отправила на каникулы к тёте в Сталинград. Однако отдохнуть на белых волжских отмелях Толе не пришлось. К городу подходили немцы. 20 августа Сталинград подвергся массированной бомбардировке, начались пожары. Мирное население, попытавшись спастись ринулось к переправе через Волгу. Толик решил вернуться в город к семье тети Кати. На месте ее дома полыхали руины. С неба падали тонны смерти. Переправа через Волгу разрушена.
В течение пяти суток мальчик прятался в здании мелькомбината вместе с семьей дяди Гриши и 10-летним Андреем. Трое детей и дядя Гриша с супругой попробовали добежать до реки, но их всех уложили перекрёстным огнём немецкие пулеметчики. Испуганные Анатолий и Андрей еще три дня продержались в укрытии. Но Андрей не выдержал голода и выбежал — его убило одиночным выстрелом. Толик остался один, ночью ел крапиву у фундамента.
Но истощенный парень выполз из мелькомбината. Его спас дед Захарыч, втащил в подвал дома  № 61 на площади 9 Января, который впоследствии стал домом Павлова. Днем в подвал нагрянули немцы. Детей и старика немцы не тронули. Теряя счет дням, выживали кое-как, совершали вылазки в соседние развалины в поисках съедобного. В конце месяца к ним пожаловали четверо наших разведчиков во главе с сержантом Павловым.

### В доме Павлова
Разведчики перебили окопавшихся в доме врагов. Но фрицы не примирились с потерей важного объекта. С 27 сентября официально и начинается славная эпопея обороны Дома Павлова.
Сержант Яков Павлов сразу же превратил завоеванный дом в «крепость бесстрашных людей».
Командир попросил юного бойца разыскать раненого санинструктора Калинина и передать приказ добраться до штаба полка, сообщить полковнику Елину просьбу срочно выслать подкрепление. Но помощь подоспела только через трое суток беспрерывного боя.
Сержант Павлов стремился беречь ребенка, подносившего почти без отдыха боеприпасы к позициям. Все же Якову пришлось поручить Толику особое задание — через подвальное окно добраться к ближнему дому и издалека разведать обстановку. 
Пробравшись через канализационный люк Анатолий дополз до подъезда. На первом этаже в одной квартире мальчик заметил на столе папку с немецкими бумагами. «Будет на чем после боя рисовать» — решил мальчик и захватил листочки с собой. Ночью командир отправил Толика с немецкими  документами в штаб полка с разведчиками. Сержант воспользовался случаем отправить его в тыл. В «листочках» оказался план захвата немцами одного из районов Сталинграда. Комполка полковник Елин распорядился переправить его через линию фронта. Юный разведчик, узнав о планах командования, сбежал из штаба и вернулся до рассвета в дом-крепость.
Силы небольшого отряда Павлова к середине октября иссякали. Поддержки не ждали. Торцевая стена рухнула, оголив позицию. Изможденные солдаты между боями пытались сделать в фундаменте подкоп, чтобы вести огонь из оконных проемов соседнего подъезда. Только лаз оказался слишком мал. Здесь снова помог пионер Курышов. Анатолий пробрался по узкому тоннелю в затопленный подвал и по пояс в ледяной воде расширял саперной лопаткой спасительное отверстие.
Оставшиеся в живых группы благодаря Толику сменили позиции и продолжили смертельный бой. Совершив героический поступок, Анатолий Курышов простыл, лекарств не было.
Несмотря на то, что у Толика был жар и горло распухло, юный герой не вышел из боя. В один из дней Сталинградской битвы Курышов пробирался в соседний подъезд. Ударной волной мальчишку отбросило от места взрыва.
Под прикрытием всех огневых средств 11-летнего бойца удалось втащить в укрытие. Осколок врезался в голову пионера, отполосовал ухо, тяжелая контузия сковала мышцы лица. Солдаты, рискуя жизнями, доволокли Толика до палатки фронтового лазарета...

### Возвращение домой
Затем на санитарном поезде довезли до Пензы. Мать Толика Елизавета Никитична, встречала на станции Кузнецка все поезда со стороны Сталинграда, искала сына. В одном из вагонов, прибывшем в конце 1942 года, мать нашла своего сына. Пожилой офицер разрешил снять с поезда раненого мальчика...
В домашних условиях организм маленького бойца пошёл на поправку, однако Толик потерял память. Только зимой 1946 года, амнезия на фоне пережитого многодневного шока Толика стала проходить.

### В послевоенные годы
После войны семья Курышовых переехал на Амур, и Анатолий здесь узнал о награждении его орденом Красной Звезды за номером 806357. Об этом узнал Герой Советского Союза Павлов, считавший мальчика погибшим. Яков Федотович в последние годы жизни работал секретарем райкома партии в Новгороде. После их неожиданной встречи в 1979 году пропагандисты и идеологи взахлёб стали писать о боевом прошлом юного героя. 
Анатолия приглашали в Волгоград. Однако, после того как в 1981 году командир Павлов умер на операционном столе, не успел помочь  оформить Анатолию Курышову ветеранское удостоверение. А властным структурам стало недосуг до судьбы 11-летнего бойца. Да и сам геройский сын полка не стал напоминать о себе. Он работал в Комсомольске-на-Амуре художником-оформителем.
Тут и беда постерегла Анатолия Курышова — жена и ребенок погибли в крупной авиакатастрофе под Иркутском. Курышов «ушел в себя». Его и не приглашали на встречи ветеранов. Всё же Анатолий Николаевич, побывав в очередной раз на Сталинградском мемориале, успел в 2003 году встретиться с доживавшим свой век легендарным пулеметчиком Вороновым. Их прорвавшиеся слезы и горячие объятия на родине Ильи Васильевича в селе Шаблыкино запечатлели СМИ Орловской области.
Военком Волгоградской области генерал-майор А. Третьяков ходатайствовал о включении Курышова в списки ветеранов по месту жительства, посылал письма в местные военкоматы, но оттуда поступали сухие однозначные ответы:

«Поскольку в представленных документах отсутствуют сведения, подтверждающие его нахождение в составе воинской части, входящей в состав действующей армии, комиссия комиссариата Хабаровского права не имеет права принимать решение о выдаче удостоверения ветерана ВОВ товарищу Курышову А. Н...».

## Чиновничья дьяволиада
Подлый навет на легендарного защитника Сталинграда Анатолия Курышова полился в последние годы из-за того, что в паспорт героя однажды вкралась опечатка работника сельсовета, который перепутал его дату рождения: на целых 8 лет омолодили гражданина. Эту историю бюрократической халатности выявили еще при жизни сержанта Павлова.
В середине 1980-х годов работник Музея Сталинградской битвы дал официальному органу печати интервью, которое никак не касалось Курышова, но намекало о неких героях-самозванцах. На этой волне в период перестройки, возможно, и возник новый «вектор идеологической работы по развенчанию лжегероев». Об Анатолии Курышове снова вспомнили в начале сентября 2009 года, после масштабного тиражирования в СМИ очерка «Двадцать пятому — 11». После этого и самого Курышова, и автора статьи буквально засыпали запросами из Госдумы и электронными посланиями со всех уголков России.

### Гражданская инициатива
После вышеприведённой публикации люди хотели помочь ветерану «вне закона» в лечении серьезного онкологического заболевания. Также, жительница Краснодарского края Надежда Герасимовна Иванова рассказала о воспоминаниях своего деда. В последние дни Сталинградского ада её дед вытаскивал из Дома Павлова и передавал медикам контуженного мальчишку. Других детей, как вспоминал после войны сам Герой Советского Союза Яков Павлов, в те страшные дни рядом с ним не было.
Инициативу поддержали даже за рубежом. Гражданин Болгарии Любомир Иванов, физик Русенского университета имени Ангела Кынчева также подключился к форуму на сайте российской газеты: «...Лично я тоже думаю, что именно Президент РФ сделает то, что давно было нужно сделать. Неужели сотрудники Кремлевского секретариата не отслеживают столь значимые материалы в СМИ»?

## Увековечивание подвига

### Представление в театре
- Лекомцева, Виктория. Поколение гордости и славы. — Комсомольск-на-Амуре : Театральное общество КнАм, 2013.

### Проект „Толик из дома Павлова“
• Мероприятие в рамках проекта „Лица победы“, посвященное Анатолию Курышову. 6 марта 2023 г., г. Пенза.

### Проект „Дети-герои Сталинграда“
• Проект посвящён к 70-й годовщине Победы СССР над Третьим рейхом. Место проведения: Муниципально-образовательное учреждение „Средняя школа No 95“ Краснооктябрьского района Волгограда. 4 “Б“ класс, руководитель — Каминская В. А. Волгоград, раздел „25 защитников дома Павлова. Анатолий Николаевич Куришов“, 2015 г.

## Награды
- Орден Красной Звезды (№ 806357)
- Юбилейные медали, значки